# Нойвайлер
Нойвайлер (нем. Neuweiler) — община в Германии, в земле Баден-Вюртемберг. 
Подчиняется административному округу Карлсруэ. Входит в состав района Кальв.  Население составляет 3112 человек (на 31 декабря 2010 года). Занимает площадь 51,30 км².
Коммуна подразделяется на 7 сельских округов.